# Love and Bruises
Love and Bruises è un film del 2011 diretto da Lou Ye.

## Trama
Hua, una studentessa cinese di 26 anni, arriva a Parigi, dove pensa di vivere una grande passione con un francese conosciuto a Pechino. Respinta perché lui non la ama più, vaga per le strade, disorientata, fino a quando non incontra il dinamico Matthieu, un allestitore di mercato. Nasce una grande passione, tanto destabilizzante quanto necessaria per i due amanti.

## Distribuzione
Il film è stato presentato in anteprima alla 68ª Mostra Internazionale d'Arte Cinematografica di Venezia.